# Georg Böhm
Georg Böhm, nemški baročni organist in skladatelj, * 2. september 1661, Hohenkirchen, † 18. maj 1733, Lüneburg, Hanover.
Böhm je s svojimi skladbami pomembno vplival na Bacha.